# Avinguda de Peris i Valero
L'avinguda de Peris i Valero és una via urbana de València, que forma part de l'anomenada ronda de camí de Trànsits en el seu sector sud, des de l'antic llit del riu Túria a l'altura del pont de l'Àngel Custodi (per l'est) i l'avinguda Giorgeta (per l'oest) amb qui enllaça a través del pont que supera les vies de tren que es dirigeixen a l'estació del Nord.
Peris i Valero, amb una longitud d'1,8 quilòmetres, fa de divisòria entre els districtes d'Eixample pel nord i Quatre Carreres pel sud. Es tracta d'una de les vies de circulació més destacades de la ciutat pel fet que enllaça el trànsit de vehicles de l'accés nord a través de l'avinguda del Cardenal Benlloch) amb l'accés sud a través de l'avinguda d'Ausiàs March. Aquesta darrera discorre perpendicular a Peris i Valero i s'encreuen en una gran rodona a tocar del pas elevat amb l'avinguda Giorgeta, a tocar del Parc Central. A l'extrem oposat de l'avinguda s'encreua de forma obliqua amb l'avinguda del Regne de València que s'endinsa cap a l'Eixample valencià.

## Història
L'avinguda de Peris i Valero va ser el primer dels trams inaugurats l'any 1896 de l'anomenada ronda del camí de Trànsits que la ciutat de València havia projectat per treure del centre de la ciutat el dens trànsit. L'any 1910 s'instal·larien unes plataformes metàl·liques sobre les vies del tren d'Almansa que travessaven la calçada i facilitaven el transit rodat de carros.
L'encreuament i pas a nivell ferroviari ha marcat històricament aquesta via generant importants embotellaments que no varen ser solucionats fins a la construcció del viaducte que uneix l'avinguda Giorgeta amb Peris i Valera en angle recte, inaugurat l'any 1972. El projecte de soterrament de les vies de tren que està en fase d'execució l'any 2024 permetrà la supressió i enderrocament d'aquest pont i reformar l'enllaç de Peris i Valero amb l'entramat urbà de la ciutat.

## Elements destacats
L'avinguda presenta una fesomia de via ràpida, amb dos carrils de circulació per sentit, amb una mitjanera estreta i ocupada per una alineació de palmeres. Aquestes característiques fan d'aquesta avinguda una frontera entre els barris limítrofs per l'elevada densitat de transit i la contaminació atmosfèrica i acústica que genera.

## Hodonímia
Aquest tram del camí de Trànsit pren el nom de l'escultor sevillà José Nakens el març de 1923 però mesos més tard, el 28 de desembre del mateix any les autoritats decideixen dedicar-li la via al polític, periodista i advocat valencià Josep Peris i Valero (València, 1821 - ib., 1877). En una primera etapa va alternar aquesta nomenclatura amb la avinguda de la Pau, segons el color polític del govern municipal, però finalment es consolidà el de Peris Valero.